# Dick Costolo
Dick Costolo (Royal Oak, 10 de setembro de 1963) foi CEO do Twitter. Foi demitido do cargo a 12 de Junho de 2015 devido ao mau resultado que a empresa enfrenta. Em sequência disso as ações dispararam 7,7% . Assumiu o cargo de CEO de Evan Williams em outubro de 2010. Sua fortuna pessoal é estimada em mais de 400 milhões de dólares.